# Paratrichius pauliani
Paratrichius pauliani är en skalbaggsart som beskrevs av Tesar 1941. Paratrichius pauliani ingår i släktet Paratrichius och familjen Cetoniidae. Inga underarter finns listade i Catalogue of Life.